# Дідівка (Вараський район)
Ді́дівка — село в Україні, у Локницькій сільській громаді Вараського району Рівненської області. Населення становить 110 осіб (станом на 2018 рік).

## Географія
Село Котира лежить за 23,5 км на захід від Зарічного, фізична відстань до Києва — 349,4 км.

## Історія
Поблизу села розташована мезолітична стоянка Свідерської культури.

## Населення
Станом на 1989 рік у селі проживали 160 осіб, серед них — 68 чоловіків і 92 жінки.
За даними перепису населення 2001 року у селі проживали 139 осіб. Рідною мовою назвали:
| Мова       | Кількість осіб | Відсоток |
| ---------- | -------------- | -------- |
| українська | 139            | 100,00%  |

Населення станом на 1 січня 2018 року становить 110 осіб.

## Соціальна сфера
У селі є фельдшерсько-акушерський пункт.[джерело?]